# Cioara Murza, Bolgrad
Cioara Murza (în ucraineană Надрічне, transliterat: Nadricine) este un sat în comuna Borodino din raionul Bolgrad, regiunea Odesa, Ucraina.

## Demografie
Componența lingvistică a localității Cioara Murza
     Română (91,56%)
     Rusă (3,75%)
     Ucraineană (2,48%)
     Bulgară (1,21%)
Conform recensământului din 2001, majoritatea populației localității Cioara Murza era vorbitoare de română (91,56%), existând în minoritate și vorbitori de rusă (3,75%), ucraineană (2,48%) și bulgară (1,21%).